# Théâtre de la Ville
Het Théâtre de la Ville (Nederlands: Stadstheater of Stadsschouwburg) is een theatergebouw in Parijs. Tot de vele eerdere benamingen van het in 1862 gebouwde theater behoren Théâtre Lyrique, Théâtre des Nations en Théâtre Sarah-Bernhardt. Het is een van de twee theaters die in opdracht van baron Haussmann op de Place du Châtelet werden gebouwd. Het andere is het Théâtre du Châtelet.
Het Théâtre de la Ville is gelegen in het 4e arrondissement op de rechteroever van de Seine. Het theater beschikt sinds 1996 over een nevenlocatie aan de Rue des Abbesses in het 18e arrondissement. Om de twee locaties uit elkaar te houden wordt gesproken van Théâtre de la Ville - Sarah Bernhardt (hoofdlocatie) en Théâtre de la Ville - Les Abbesses (nevenlocatie). De hooflocatie is per openbaar vervoer te bereiken via de nabijgelegen metrostations Châtelet en Hôtel de Ville.

## Geschiedenis

### Théâtre Lyrique (1862-1876)

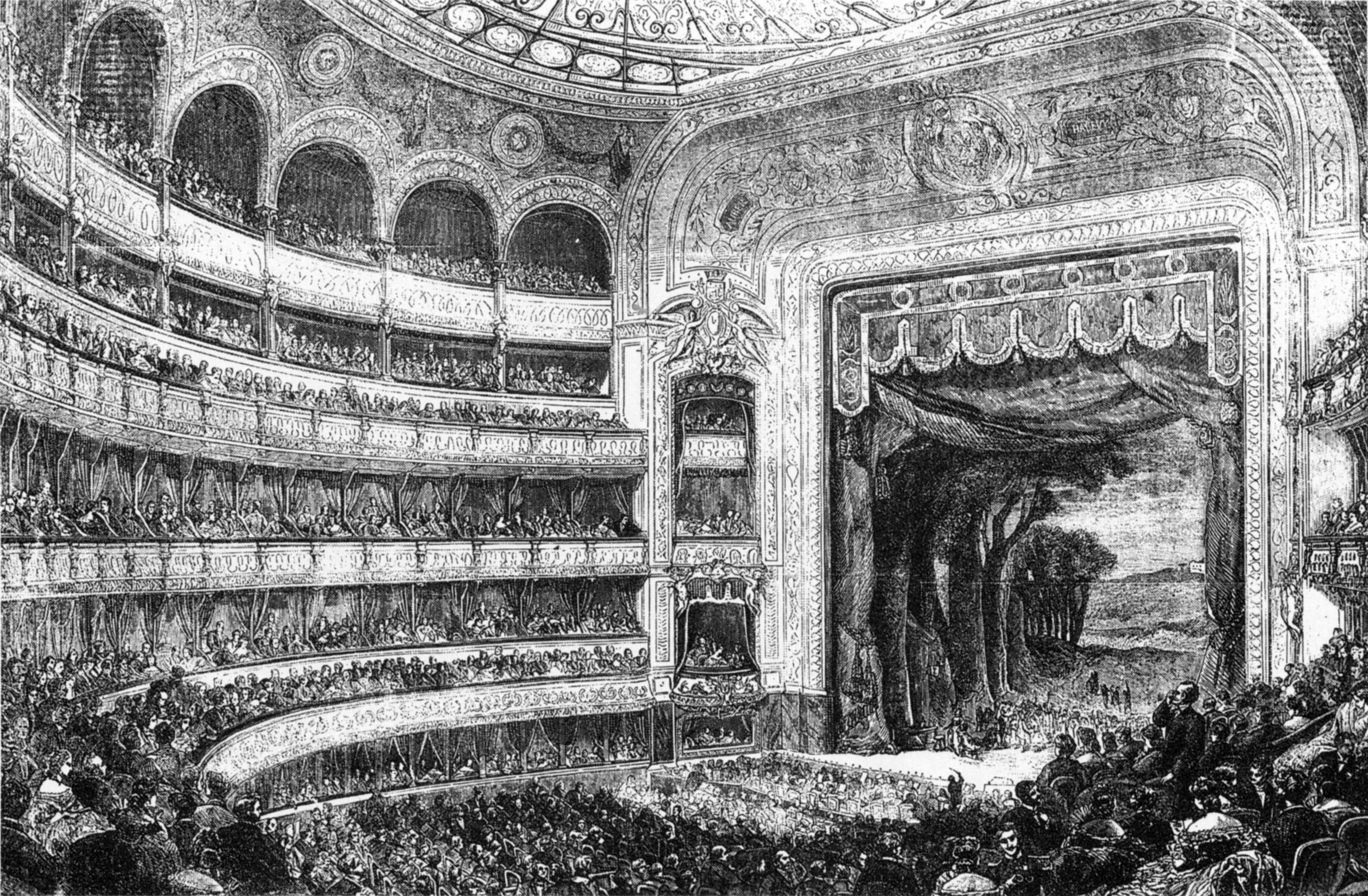
Het Théâtre Lyrique in 1869, twee jaar voor de verwoesting tijdens de Commune

Het Théâtre Lyrique, dat tot de val van Napoleon III in 1870 officieel bekend stond als het Théâtre Lyrique Impérial, werd tussen 1860 en 1862 ontworpen door de architect Gabriel Davioud in opdracht van baron Georges-Eugène Haussmann voor het in 1847 door Adolphe Adam opgerichte operagezelschap dat aanvankelijk bekendstond als Opéra National en vanaf 1852 werd aangeduid als Théâtre Lyrique. Het eerdere theater van dat gezelschap, het Théâtre Historique aan de Boulevard du Temple, stond op de nominatie om gesloopt te worden in verband met de door Haussmann geplande vergroting van de Place de la République. Tijdens de beginperiode van het gezelschap in het nieuwe theater stond het onder leiding van Léon Carvalho en bracht het onder andere de premières van Bizets Les pêcheurs de perles (1863), Berliozs Les Troyens (1863), Gounods Mireille (1864), Bizets La jolie fille de Perth (1867), en Gounods Roméo et Juliette (1867). Carvalho presenteerde ook de eerste uitvoering van Verdi's herziene en uitgebreide versie van de opera Macbeth in het Frans (1865). Jules Pasdeloup nam het roer over in 1868 en gaf in 1869 de eerste Parijse uitvoeringen van Wagners Rienzi.
Het Théâtre Lyrique op de Place du Châtelet werd op 21 mei 1871 bijna volledig verwoest door brand tijdens de herovering van Parijs door de troepen van Adolphe Thiers aan het einde van de Commune van Parijs. Niet lang daarna ging het operagezelschap Théâtre Lyrique failliet.

### Théâtre Historique, Théâtre des Nations en Opéra-Comique (1876-1898)
Het theater werd in 1874 herbouwd volgens het oorspronkelijke ontwerp en heette eerst Théâtre Lyrique-Dramatique, maar werd al na twee jaar omgedoopt tot Théâtre Historique. Van 1879 tot 1887 heette het Théâtre des Nations. Artistiek directeur Victor Maurel produceerde in 1884 een seizoen Italiaanse opera's in het Théâtre des Nations. Het omvatte op 1 februari 1884 de eerste Parijse uitvoering van Massenets Hérodiade, in de Italiaanse versie Erodiade getiteld. Bij de première waren twee zangers van de muzikale Poolse familie De Reszke te horen; bij de laatste uitvoering op 13 maart waren dat er drie, inclusief de hoofdrol.
In 1887 nam de Opéra-Comique zijn intrek in het theater nadat de vorige locatie, de (tweede) Salle Favart, door brand was verwoest. De oorspronkelijke benaming Théâtre Lyrique werd tijdelijk in ere hersteld, hoewel men ook sprak van de Opéra-Comique. Het gezelschap van de Opéra-Comique bleef hier optreden tot 1898, toen het terugkeerde naar de nieuwgebouwde (derde) Salle Favart. Tijdens het verblijf van het gezelschap aan de Place du Châtelet presenteerde het verschillende opera's van Massenet, waaronder de première van Esclarmonde (1889), de eerste Parijse uitvoeringen van Werther (6 januari 1893) en La Navarraise (3 oktober 1895), en de première van Sapho (1897).

### Théâtre Sarah-Bernhardt, opnieuw Théâtre des Nations (1899-1968)

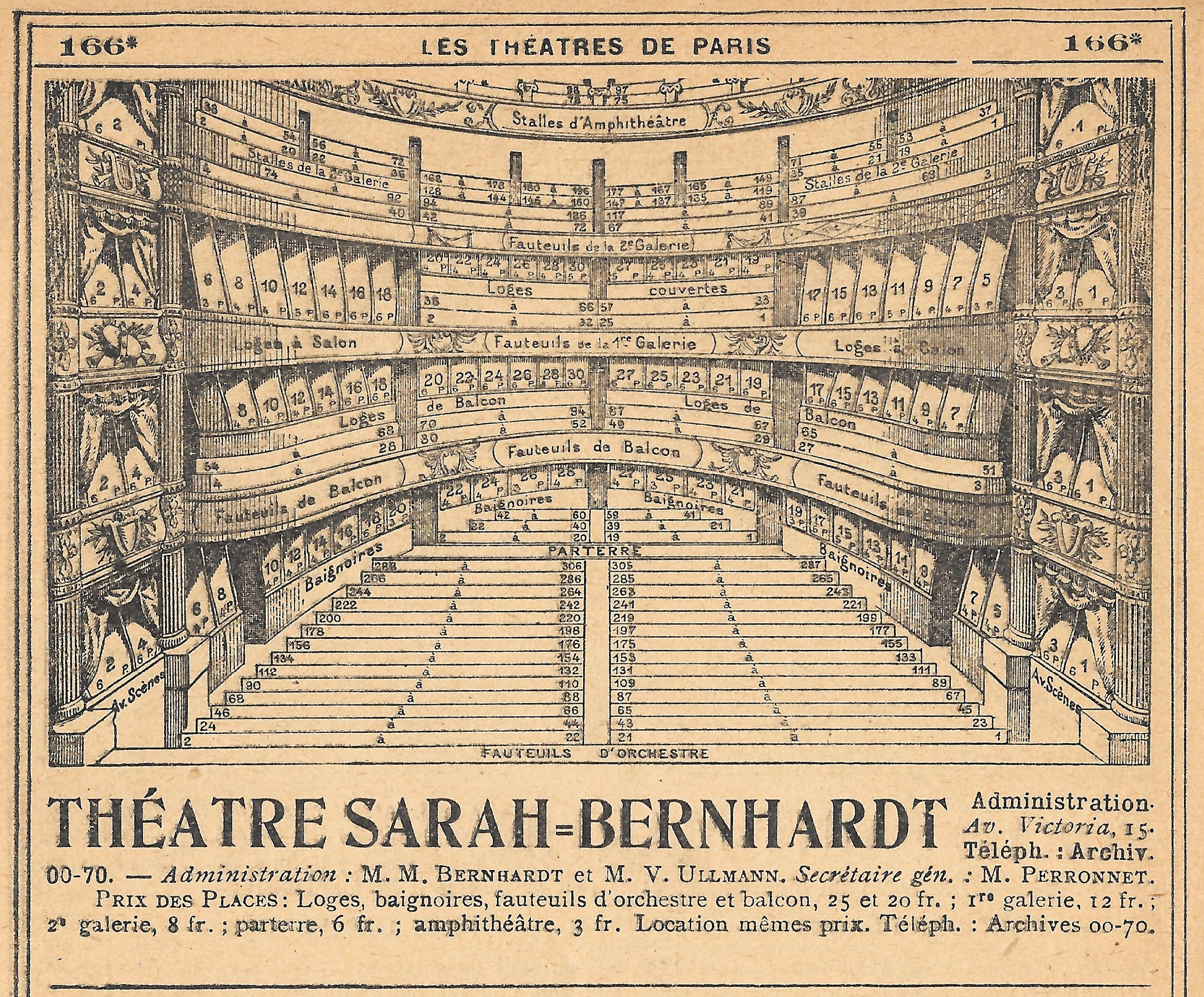
Théâtre Sarah-Bernhardt in 1925

In 1899 werd het theater omgedoopt tot Théâtre Sarah-Bernhardt, naar de beroemde actrice Sarah Bernhardt, die er vanaf 1899 de directie voerde en er bijna twee decennia lang optrad. Ze opende met een heropvoering van een van haar grote rollen, Victorien Sardou's La Tosca. Daarna volgden een heropvoering van Edmond Rostands La Samaritaine en de première van diens L'Aiglon, waarin Bernhardt Napoleons zoon speelde, de hertog van Reichstadt. Een andere mannelijke rol was de titelrol van Marcel Schwobs bewerking van Hamlet. Na haar dood in 1923 ging het theater nog een aantal jaren door onder directie van haar zoon Maurice, tot zijn dood in 1928.
In het theater vonden verschillende premières van balletten van Diaghilevs Ballets Russes plaats, waaronder Stravinsky's Apollon musagète (12 juni 1928) en de herziening van Renard (21 mei 1929; met choreografie van Serge Lifar), en twee balletten van Prokofjev, Le pas d'acier (27 mei 1927) en Le Fils prodigue (21 mei 1929).
Het theater behield de naam Sarah Bernhardt tot de Duitse bezetting van Frankrijk tijdens de Tweede Wereldoorlog, toen de naam vanwege Bernhardts Joodse afkomst werd veranderd in Théâtre de la Cité, tot 1947, toen het weer Théâtre Sarah-Bernhardt werd. In deze periode (1941-1947) was Charles Dullin directeur.
Het theater werd in 1957 omgedoopt tot Théâtre des Nations, de naam die het in de jaren 1880 al had gehad.

### Théâtre de la Ville

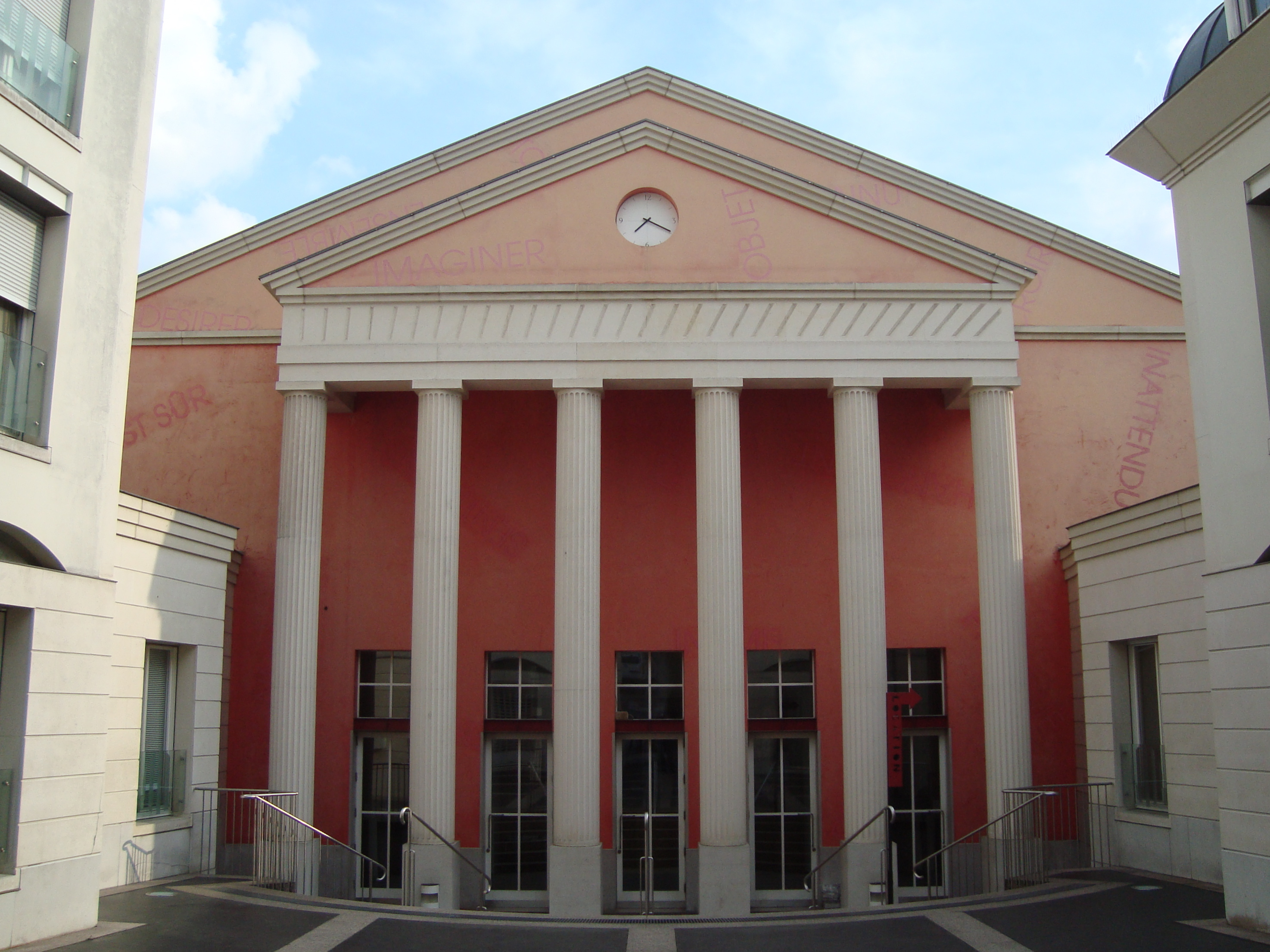
Façade Théâtre de la Ville - Les Abbesses

In 1968 kreeg het theater de huidige naam, Théâtre de la Ville. Sinds eind jaren zeventig verwierf het onder leiding van Jean Mercure (1968–1985) met name met zijn hedendaagse dansproducties internationale bekendheid. Mercure werd als artistiek directeur opgevolgd door Gérard Violette (1985–2008) en Emmanuel Demarcy-Mota (vanaf 2008).
In 1996 werd een tweede locatie geopend aan de Rue des Abbesses in het 18e arrondissement, het Théâtre des Abbesses. Het gebouw is ontworpen door de Belgische architect Charles Vandenhove in een postmodernistische stijl, ook wel nieuw classicisme genoemd. Het bevat 420 zitplaatsen.

## Programmering
Het Théâtre de la Ville brengt jaarlijks een honderdtal producties met ongeveer 400 uitvoeringen. Het richt zich daarbij op vier genres:
- hedendaagse dans, waarmee het theater een belangrijke reputatie heeft opgebouwd;
- toneel, waarbij de nadruk ligt op moderne ensceneringen;
- wereldmuziek, waarvan het theater een pionier was in Frankrijk;
- kamermuziek.

Op het gebied van dans is het theater toonaangevend. Belangrijke choreografen als Merce Cunningham, Lucinda Childs, Carolyn Carlson, Pina Bausch, Anne Teresa De Keersmaeker, Jan Fabre, Alain Platel, Jan Lauwers, Wim Vandekeybus, Sidi Larbi Cherkaoui, Crystal Pite en Akram Khan brachten hun producties hier op het podium. Ook op het gebied van toneel volgt het theater de hedendaagse ontwikkelingen. Bijzondere aandacht is er voor Bernard-Marie Koltès, waarvan bijna elk jaar een stuk op het programma staat. Wat betreft wereldmuziek heeft het theater een rol gespeeld bij de promotie van met name Indiase en Pakistaanse artiesten, zoals Nusrat Fateh Ali Khan, die in het Westen totaal onbekend was vóór zijn optreden hier. Maar ook Zakir Hussain, Angélique Ionatos en Cesária Évora danken voor een deel hun bekendheid aan de programmering van het Théâtre de la Ville. Klassieke musici die regelmatig worden uitgenodigd in het Théâtre de la Ville zijn Andreas Staier, Fabio Biondi, Miklós Perényi en het Kronos Quartet.
Vaak wordt samengewerkt met andere theaters of theatergezelschappen om door middel van coproducties de kosten te drukken. Zo kwamen diverse dansvoorstellingen van Rosas tot stand als coproducties met de Koninklijke Muntschouwburg, soms nog met andere partijen. In 2019 ontstond door samenwerking met Internationaal Theater Amsterdam de solovoorstelling Mary Said What She Said met Isabelle Huppert, met muziek van Ludovico Einaudi en geregisseerd door Robert Wilson. In 2020 zocht men samenwerking met de Schaubühne am Lehniner Platz in Berlijn voor de toneeladaptatie door Thomas Ostermeier van Édouard Louis' Qui a tué mon père.
De programmering van de nevenlocatie Théâtre des Abbesses, waar gemiddeld zo'n honderd voorstellingen per jaar zijn te zien, is gekoppeld aan die van het Théâtre de la Ville, met een nadruk op voorstellingen van jonge gezelschappen, choreografen, auteurs of regisseurs. Een succesvolle productie bij Les Abbesses kan een jaar later op het podium van het Théâtre de la Ville aan de Place du Châtelet te zien zijn.
Het Journal du théâtre de la Ville (ISSN 0248-8248) wordt doorgaans vijf keer per jaar uitgegeven om komende voorstellingen te presenteren en de afgelopen periode te bespreken.

## Varia
- In de film Paris nous appartient (uitgebracht in 1961) van Jacques Rivette is een scène te zien die is opgenomen op de Place du Châtelet en op het dak van het Théâtre de la Ville.
- In 2011 zorgde de opvoering van het toneelstuk On the concept of the face, regarding the son of God, volume 2 van Romeo Castellucci voor een rel, nadat de bisschop van Vannes het stuk bestempelde als "godslastering" en opriep tot protest. Een week lang werd bij het Théâtre de la Ville geprotesteerd door christelijke fundamentalisten, waarbij men zelfs het theater binnendrong en stinkbommen gooide. 220 personen werden gearresteerd. Castellucci reageerde met een Bijbelse verwijzing: "Ik vergeef het hen, want ze weten niet wat ze doen".[4]